# Halloweentragedin i Seoul
Kvällen den 29 oktober 2022 utbrast panik under ett Halloweenfirande i Sydkoreas huvudstad Seoul, vilket orsakade minst 151 personers död genom trängsel och tusentals skadades. Firandet ägde rum i nöjeskvarteret Itaewon, där folkmassor tryckes samman varpå personer avled av kvävning och klämning. Det är fortfarande oklart vad som orsakade trängseln och paniken, med mindre att paniken efter en kort stund blev en dominoeffekt som spred sig över hela stadsdelen. Omkring 2000 brandmän och poliser anslöt till olycksplatsen där arbetet pågick i över ett dygn. Samma natt kallade Sydkoreas president Yoon Suk-yeol till krismöte, och han utfärdade en offentlig order om att folk skulle dra sig undan från gator så att ambulanser och polis skulle kunna ta sig fram. Minst 19 av de döda ska ha varit utländska medborgare.